# 仓头乡 (新安县)
仓头乡是中国河南省洛阳市新安县下辖的一个乡，2010年改设仓头镇。

## 行政区划
仓头乡下辖：养士村、王村、东岭村、郭庄村、河西村、南街村、孙都村、黄洼村、东沟村、寨上村、张村、曲墙村、庙东村、中沟村、赵沟村、范沟村、云水村、新仓村、河窑村、陈湾村、西北新村。